# Simo Halonen
Simo Halonen (Taipalsaari, 21 de marzo de 1947) es un deportista finlandés que compitió en biatlón. Ganó cuatro medallas en el Campeonato Mundial de Biatlón entre los años 1974 y 1979.

## Palmarés internacional
| Campeonato Mundial | Campeonato Mundial    | Campeonato Mundial | Campeonato Mundial |
| Año                | Lugar                 | Medalla            | Prueba             |
| ------------------ | --------------------- | ------------------ | ------------------ |
| 1974               | Minsk (URSS)          | Medalla de plata   | Relevos            |
| 1975               | Anterselva (Italia)   | Medalla de oro     | Relevos            |
| 1977               | Lillehammer (Noruega) | Medalla de plata   | Relevos            |
| 1979               | Ruhpolding (RFA)      | Medalla de plata   | Relevos            |